# دانيلو كاتالدي
دانيلو كاتالدي (بالإيطالية: Danilo Cataldi)‏ (6 أغسطس 1994 روما إيطاليا - ) هو لاعب كرة قدم إيطالي، يلعب كلاعب وسط.

## روابط خارجية
- دانيلو كاتالدي على موقع الاتحاد الأوربي (الإنجليزية)
- دانيلو كاتالدي على موقع قاعدة بيانات كرة القدم.إي يو (الإنجليزية)
- دانيلو كاتالدي على موقع Soccerway.com (الإنجليزية)
- دانيلو كاتالدي على موقع عالم كرة القدم.نت (الإنجليزية)
- دانيلو كاتالدي على موقع AS.com (الإسبانية)